# Coupe des Mousquetaires
Coupe des Mousquetaires (česky Pohár mušketýrů) je sportovní cena určená pro vítěze mužské dvouhry na tenisovém grandslamu French Open, konaném na přelomu května a června ve francouzském hlavním městě Paříži. Představuje zdobný stříbrný pohár s rytinami a pojmenován byl v roce 1927 na počest francouzských tenistů – čtyř mušketýrů.

## Parametry a historie poháru
Současnou podobu trofej získala v roce 1981. Tehdejší prezident Francouzské tenisové federace Philippe Chatrier nabídl pařížským klenotníkům zakázku na nový design poháru.

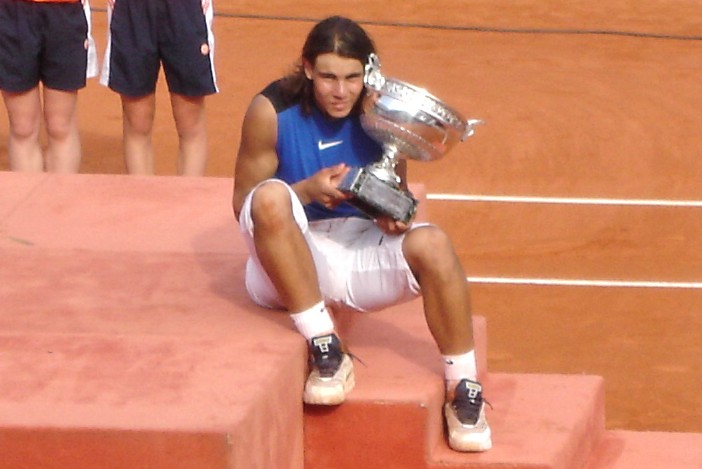
Rafael Nadal s pohárem

Symbolika má vyjadřovat vítězství čtyř francouzských tenisových legend z první třetiny dvacátého století, které získaly společné pojmenování „čtyři mušketýři“. Jednalo se o Jacquese Brugnona, Jeana Borotru, Henriho Cocheta a René Lacosta.
V soutěži zvítězil návrh klenotnické firmy rodiny Melleriových, sídlící na přížské ulici Rue de la Paix. Pohár má široké kruhové ústí zdobené révovými listy. Korpus byl doplněn o dvě dekorativní rukojeti labutího tvaru. Jeho váha činí přibližně 14 kilogramů, vysoký je 21 centimetrů a široký 19 centimetrů.
Stříbrná trofej je celoročně vystavena v kanceláři prezidenta Francouzské tenisové federace a jednou v roce je v průběhu konání grandslamu přenesena na dvorec Philippa Chatriera, aby byla předána vítězi mužské dvouhry. Ten ji však nezískává do trvalého vlastnictví, ale z Paříže si odváží repliku poháru, kterou každoročně vyrábí klenotnictví Mellerio. Nepatrně menší replika než originál je vyrobena z plátů čistého stříbra. Její vznik trvá více než sto hodin.

## Pohár pro vítězky dvouhry
Obdobou Poháru mušketýrů pro vítězku ženské dvouhry na French Open je Coupe Suzanne Lenglen (pohár Suzanne Lenglenové), který získal název po francouzské tenisové legendě, hrající ve stejné éře jako čtyři mušketýři, Suzanne Lenglenové.